# Osteocephalus heyeri
Osteocephalus heyeri és una espècie de granota que es troba a Colòmbia i, possiblement també, al Brasil i el Perú.
Està amenaçada d'extinció per la pèrdua del seu hàbitat natural.